# トゥル語版ウィキペディア
トゥル語版ウィキペディア(Tulu Wikipedia)は、ウィキメディア財団が運営するウィキペディアのトゥル語版である。1,000以上の記事がある。8年間のインキュベーションの後、インドの言語で23番目のウィキペディアとなった。

## 歴史
ウィキメディア財団事務長のキャサリン・メイハーは、ウィキカンファレンス2016の場で、トゥル語版ウィキペディアの開設を宣言した。2008年からインキュベーションの状態であった。2016年8月時点で、200人の登録利用者、うち10人のアクティブユーザー、1000を超える記事を持つ。

## ユーザと編集者
| ユーザアカウント数 | 記事数 | ファイル数 | 管理者数 |
| ------------------ | ------ | ---------- | -------- |
| 7410               | 2665   | 13         | 3        |